# Ab Rosbag
Albertus „Ab” Rosbag (ur. 14 marca 1940 w Utrechcie) – holenderski zapaśnik walczący w stylu klasycznym. Olimpijczyk z Rzymu 1960, gdzie zajął 27. miejsce w kategorii do 73 kg (doznał kontuzji podczas pierwszej walki i wycofał się z turnieju).

## Letnie Igrzyska Olimpijskie 1960
| Konkurencja          | Rundy eliminacyjne     | Klas. końcowa |
| Konkurencja          | Przeciwnik I           | Miejsce       |
| -------------------- | ---------------------- | ------------- |
| 73 kg styl klasyczny | Bertil Nyström (SWE) P | 27.           |